# 斯里拉马普拉姆
斯里拉马普拉姆（Sriramapuram），是印度泰米尔纳德邦Dindigul县的一个城镇。总人口8927（2001年）。

## 人口
该地2001年总人口8927人，其中男性4422人，女性4505人；0—6岁人口1005人，其中男545人，女460人；识字率53.39%，其中男性为62.87%，女性为44.08%。